# خادم افتراضي خاص

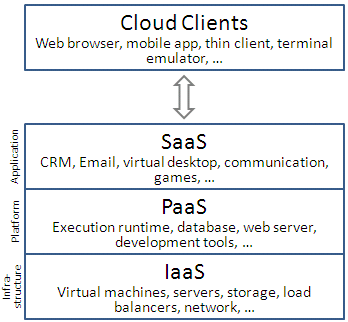

الخادوم الظاهري الخاص أو الخادم الافتراضي الخاص (بالإنجليزية: Virtual Private Server)‏ أو أحيانا (بالإنجليزية:  Virtual Personal Server)‏ ويرمز له بـ VPS أو هو مصطلح يستخدم من قبل خدمات استضافة الإنترنت للإشارة إلى جهاز افتراضي. حيث يقومون باستخدام برامج محددة إلى تقسيم الجهاز الرئيسي الواحد (النود) إلى عدة أجهزة افتراضية تعمل في بيئة تخيلية ولكل منها نظامها الخاص الذي يعمل في معزل عن بقية الأجهزة الافتراضية وعن الجهاز الرئيسي، وكل منها لديه خصوصية العمل كحاسوب فعلي منفصل (يمكن تشغيله وإعادة تشغيله وإيقافه والبرامج التي يشغلها)، وهو في كثير من النواحي ما يعادل وظيفية حاسوب حقيقي منفصل، وتكرس هذه الخوادم الافتراضية لاحتياجات العملاء الفردية، ويمكن إعداده لتشغيل برامج الخادم.
وأيضا مصطلحات virtual root server (VRS) وvirtual dedicated server (VDS) هي تشير إلى الخادم الافتراضي الخاص VPS
وأيضاً مصطلح cloud server يستخدم لوصف نفس مفهوم الخادم الافتراضي الخاص.

## نبذة عامة
يقوم الخادم الأساسي بالتمهيد بشكل طبيعي. ثم يشغل البرنامج الذي يقوم بالتمهيد لكل خادم افتراضي ضمن البيئة الافتراضية (مشابه للمحاكي). الخوادم الافتراضية ليس لديها إمكانية الوصول المباشر إلى الأجهزة وعادة ما يتم تمهيدها من صورة القرص.
هناك نوعان من التمثيل الافتراضي: التمثيل الأفتراضي الأول / يستند هذا على «البرمجيات» أما الثاني/ يستند على الأجهزة.
في البيئة الافتراضية القائمة على البرمجيات، الأجهزة الظاهريه تشترك في نفس النواة وفي الواقع تتطلب العقدة الرئيسية في الموارد. هذا النوع من التمثيل الافتراضي عادة له فوائد عديدة في استضافة بيئة الإنترنت بسبب تزايد الحصص وتناقص الوقت الحقيقي دون الحاجة لإعادة تشغيل العقدة. الأمثلة الرئيسية هي Xen، Virtuozzo، Vserver , وأوبن في زي (وهو عبارة عن مصدر مفتوح ونسخه مطورة من حاويات Virtuozzo المتوازية).
في البيئة الافتراضية القائمة على الأجهزة، والآلية الافتراضية تقوم يتقسيم موارد الأجهزة الحقيقية. في التطبيقات النموذجية، لا يمكن ان يحدث أي انفجار ولا تعديل حصص حقيقي؛ الحدود صعبة ويمكن تعديلها فقط عن طريق إعادة تشغيل جهاز ظاهري مماثل. هذا النوع من البيئة يحتمل ان يكون أكثر أمنا بمعنى أنه أقل عرضة ل«جودة الخدمة المتبادلة» بين حالات الجهاز الظاهري؛ من ناحية أخرى، وأمنها وعادة ما يعتمد على صحة القاعدة الحاسوبيه الموثوقة الأكبر حجما والأكثر تعقيدا. وهو أكثر شيوعا في المشاريع / الانتشار التجاري وتشمل الأمثلة خادم مايكروسوفت الافتراضي، Virtuozzo، خادم ESX، وXen.

## الاستخدامات
تجرية لاوريريسرُ الخادماتُ الخاصّةُ الافتراضيةُ الفجوةُ بين الخدمات المشتركة المستضافه على شبكة الإنترنت وخدمات الاستضافة المكرسة، وإعطاء الاستقلال من الزبائن الآخرين في الخادم الخاص الافتراضي لخدمة المبادئ الطوعية في مجال البرمجيات ولكن بتكلفة أقل من الخادم المخصص الطبيعي. كما يدير الخادم الافتراضي الخاص نسخة من نظام التشغيل، مستوى الزبائن المتميزين يستطيعون الوصول إلى حاله نظام التشغيل، ويمكن تثبيت تقريبا أي برنامج يتم تشغيله على نظام التشغيل.يوجد برامج معينة لا تعمل بشكل جيد في البيئة الافتراضية، بما في ذلك برامج الحماية، ومكافحة فيروس العملاء، بل الافتراضيين أنفسهم؛ بعض مقدمي الخادم الافتراضي الخاص وضعوا قيود أخرى، ولكن عموما فهي متساهلة مقارنة مع تلك الموجودة في بيئات الاستضافة المشتركة. نتيجة لعدد العملاء الافتراضيين عادة ما يعمل على جهاز واحد، والمبادئ الطوعية عموما محدودة بوقت المعالج، ذاكرة الوصول العشوائي، ومساحة القرص.
نظرا لطبيعتها المعزولة، الخادمات الافتراضيه الخاصة أصبحت من المحتمل صناديق إرسال مشتركة للخدمات العامة غير الآمنة أو لتحديث الاختبار. على سبيل المثال، قد يحتوي خادم طبيعي واحد على خادمان افتراضيان خاصان على التوالي: واحدة لاستضافة مستوى الإنتاج (حي) على شبكة الإنترنت، والثانية التي تضم على نسخة منه. عند عمل تحديثات على أجزاء حاسمة من البرمجيات يجب القيام بها، يمكن أن تكون اختبار الخادم الافتراضي الخاص الثاني، مما يتيح للاختبار المفصل أن يجرى دون اشتراط عدة خادمات فعلية.
أيضاً الخادمات الخاصّة الافتراضية تَستخدمُ أحياناً كجرار عسل، مما يسمح للجهاز لتشغيل البرمجيات بنقاط الضعف الأمنية المعروفة دون تعريض بقية الخادم للخطر. honeypots المتعددة يمكن إنشاؤها بسرعة عبر الخادمات الافتارضية الخاصة في هذا الشكل.

## استضافة الخادم الافتراضي الخاص
وهناك عدد متزايد من الشركات تقدم استضافة الخادم الافتراضي الخاص، أو استضافة الخادم الافتراضي المخصص كامتداد لاستضافة خدمات الإنترنت. بعض شركات استضافة مواقع الإنترنت اطلقت على الخادم الافتراضي الخاص مسمى خادم افتراضي متخصص / خادم متحرك متخصص وتقديم خدمة جادة أو العكس.

### الاسْتِضْاَفة المُدَارة
الاستضافة المدارة تعنى توفير كافة الخدمات للعميل

### الاسْتِضْاَفة غير المُدَارة
إنّ الزبونَ يُتْرَكُ لمُرَاقَبَة وإدارة خدمِاته الخاصِة.

### الاسْتِضْاَفة غير المُقاسة
مماثل للاستضافة الغير مدارة ولكن يقدم معدل بث ثابت بحيث أنه ليس من الممكن أن يتجاوز الميزانية الشهرية.

## البرمجيات الافتراضية
بالنسبة لبعض حزم البرمجيات المستخدمة عموما تستخدم لتقديم منصة محاكاة افتراضية، راجع المقارنة بين منصة الأجهزة الظاهرية.